# كريستيان جونسون (لاعب كرة قدم)
كريستيان جونسون هو لاعب كرة قدم آيسلندي في مركز الدفاع، ولد في 29 أكتوبر 1963 في نادي فيلكير في آيسلندا. شارك مع منتخب آيسلندا تحت 21 سنة لكرة القدم ومنتخب آيسلندا لكرة القدم. أما مع النوادي، فقد لعب مع نادي إلفسبورغ ونادي بودو/غليمت.

## وصلات خارجية
- كريستيان جونسون (لاعب كرة قدم) على موقع اتحاد النرويج (النرويجية)
- كريستيان جونسون (لاعب كرة قدم) على موقع قاعدة بيانات كرة القدم.إي يو (الإنجليزية)
- كريستيان جونسون (لاعب كرة قدم) على موقع ناشيونال فوتبول تيمز (الإنجليزية)